# Aydoğan Tunay
Aydoğan Tunay (* 16. März 1945 in İzmit) ist ein ehemaliger türkischer Fußballtorhüter und heutiger -trainer.

## Spielerkarriere
Tunay begann seine Karriere in der Saison 1964/65 bei Galatasaray Istanbul. Der Torhüter kam in dieser Spielzeit zu einem Ligaspiel, am 6. Juni 1965 gegen Altay Izmir. Im Sommer 1965 verließ Tunay die Gelb-Roten und wechselte in die 2. Liga zu Manisaspor. Dort wurde er Stammtorwart und spielte in fünf Jahren 117 Zweitligaspiele.
1970 kehrte Tunay in die 1. Liga zurück und wurde Spieler von PTT. Am Ende der Saison 1970/71 stieg Tunay mit PTT in die 2. Liga ab, die Rückkehr in die 1. Liga folgte nach einer Saison. Seine letzte Spielzeit verbrachte Tunay 1975/76 bei Balıkesirspor.

## Trainerkarriere
Tunay trainierte zwei Jahre lang Burdurgücü und danach folgte Mustafakemalpaşaspor. 1991 wurde der ehemalige Torhüter Cheftrainer von Manisaspor. Nach vier Monaten wurde Tunay entlassen. Von 1992 bis 1994 übernahm er die Mannschaft von Akhisarspor.
Zuletzt war Aydoğan Tunay von August 2018 bis Dezember 2018 bei Uşakspor tätig.

## Erfolge
PTT
- Zweitligameister: 1972